# Michael Huber (escritor)

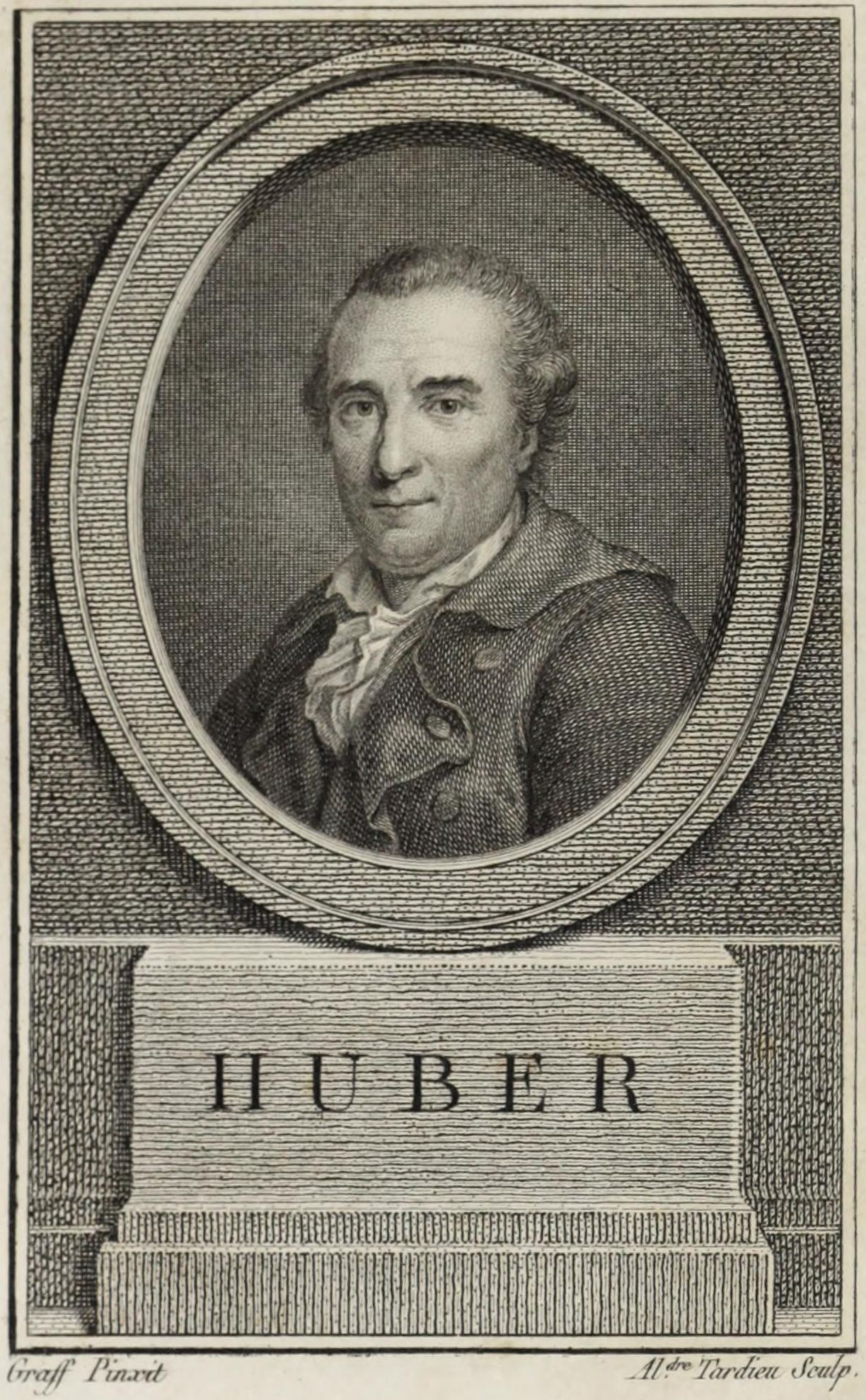
Michael Huber, grabado por Pierre Alexandre Tardieu después de una pintura de Anton Graff, antes de 1799

Michael Huber (27 de septiembre de 1727 - 15 de abril de 1804) fue un escritor, traductor y experto en arte alemán. Nacido en Baviera, se trasladó de joven a París, donde probablemente trabajó como profesor de idiomas. En la década de 1750, se convirtió en colaborador de una revista literaria francesa que presentaba literatura extranjera y comenzó a traducir; sus exitosas traducciones de las obras del poeta suizo Salomon Gessner al francés fueron fundamentales para popularizar las obras de Gessner fuera de las áreas de habla alemana. Huber también publicó una antología de poesía alemana en francés, con una introducción que separaba la historia literaria alemana en cuatro épocas distintas y que también se tradujo al alemán.
En 1766, Huber, su esposa francesa Anna-Louise y su único hijo superviviente, Ludwig Ferdinand Huber, se trasladaron a Leipzig. Huber se convirtió en profesor de francés en la Universidad de Leipzig, pero como católico no pudo obtener una cátedra formal en la universidad protestante. Continuó traduciendo obras alemanas al francés, pero también estaba interesado en la historia del arte y tenía una colección de grabado en cobres que utilizaba para enseñar. Tradujo al francés la Historia del Arte en la Antigüedad de 1764 de Johann Joachim Winckelmann, editó varias colecciones de grabados y escribió una historia de nueve volúmenes de los grabados que incluía una teoría general del arte.

## Primeros años
Se sabe poco sobre la juventud de Huber. Nació el 27 de septiembre de 1727 en de, parte de Frontenhausen en Baviera, como un niño extramatrimonial. Su padre se llamaba Vitus Huber y su madre se llamaba Barbara Lützelkirchen.Huber emigró a Francia en una fecha desconocida, no antes de 1742, trasladándose a París posiblemente alrededor de 1750. No está claro cómo se educó y cómo llegó a París, pero se supone que trabajó como profesor de idiomas y que su situación financiera era inestable.
Huber describió más tarde sus primeros años como difíciles.

## Traductor en París
A finales de la década de 1750, Huber se convirtió en colaborador del fr, una revista que introducía a los lectores franceses a la literatura extranjera. En 1759, apareció su traducción al francés del poeta suizo Salomon Gessner's Der Tod Abels como La Mort d'Abel ('La muerte de Abel') y tuvo mucho éxito. Esta traducción fue una colaboración con el estadista francés Anne Robert Jacques Turgot, que estaba interesado en la literatura alemana, aprendió alemán de Huber y se convirtió en un importante defensor de él. La introducción fue escrita íntegramente por Turgot, al igual que algunas otras partes, pero la obra fue publicada solo a nombre de Huber. Es posible que Huber no tuviera suficiente dominio del francés en ese momento para producir una traducción de esta calidad. A través de esta traducción, Gessner se convirtió en el poeta de lengua alemana más conocido en Europa antes de Goethe. Otras traducciones al italiano y al inglés se basaron en el francés de Huber.

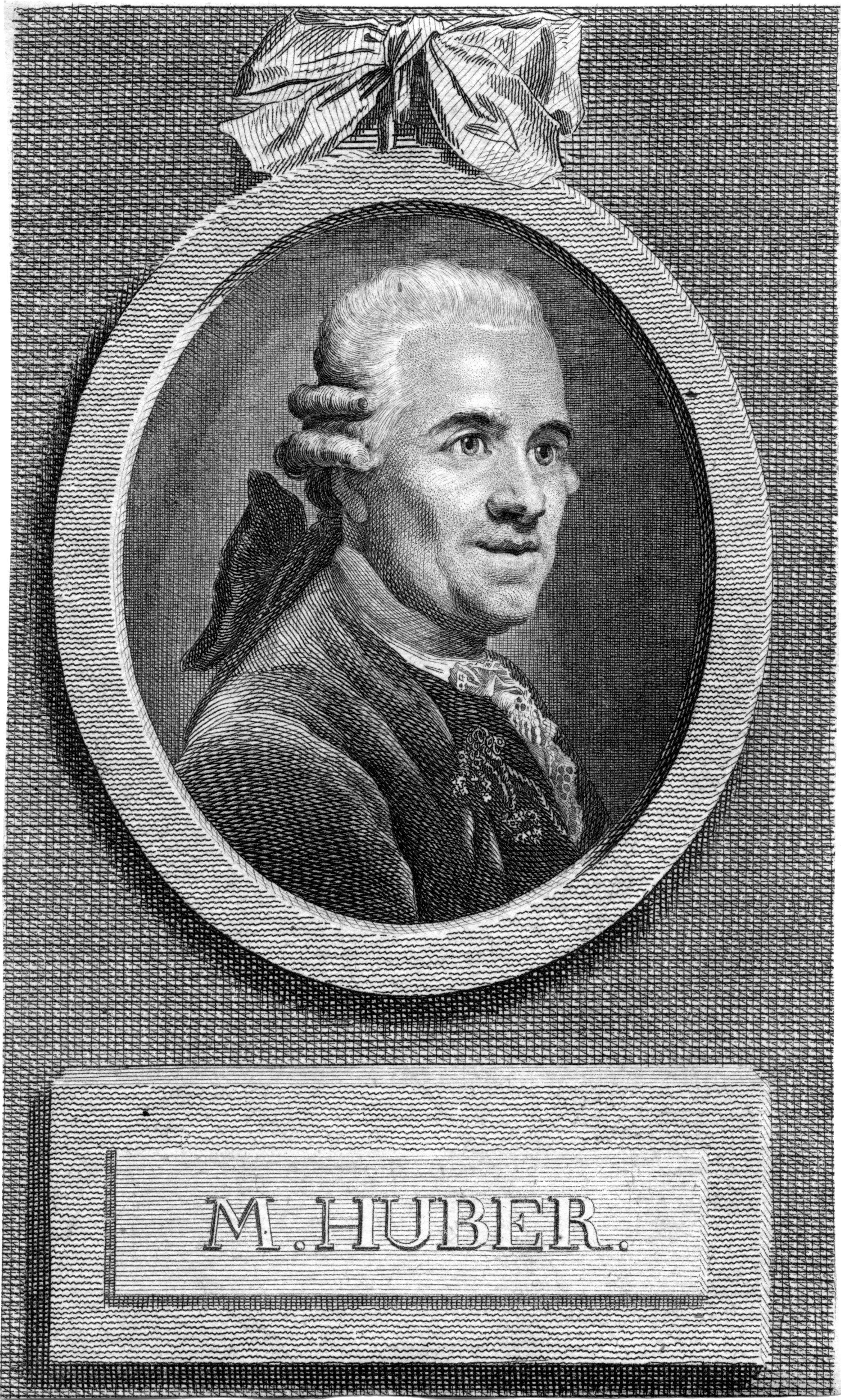
Michael Huber, grabado, antes de 1776

Huber conocía a varios de los Encyclopédistes, los colaboradores de la Encyclopédie, una gran enciclopedia conocida como una obra importante del pensamiento de la Ilustración. Además del editor de la Encyclopédie, Denis Diderot, Huber conocía a los filósofos Jean-Jacques Rousseau y Barón d'Holbach. Sus contactos también incluían a otros que trabajaban para el Journal étranger como Friedrich Melchior, barón von Grimm, que editó la revista en 1754. El grabador de origen alemán Johann Georg Wille era su amigo más cercano, y gran parte de lo que se sabe sobre el tiempo de Huber en París proviene de los diarios de Wille.
Huber publicó más traducciones de las obras de Gessner: en 1762 las Idylles et poèmes champêtres y en 1764 Daphnis et le premier navigateur. En 1766, publicó una antología de poesía alemana en francés de cuatro volúmenes, Choix de poésies allemandes, que fue descrita por el erudito alemán de literatura francesa de como la obra más importante de Huber. Contra un trasfondo de prejuicios franceses percibidos contra una cultura alemana "bárbara", Huber intentó mostrar las altas aspiraciones de la poesía alemana. Las piezas individuales se organizaron por género, no por autor, por lo que algunos autores aparecieron en varios lugares. Huber dio una separación novedosa de la historia literaria alemana en cuatro épocas distintas: la más temprana comenzó con los bardos mencionados en la Germania, un libro etnográfico del historiador romano Tácito. Como ninguna de las obras de los bardos sobrevive, el primer poema en la colección de Huber es una obra de Otfrid de Weissenburg, un monje del siglo IX. La segunda época comenzó con el Minnesang ('canción de amor'), una tradición literaria alemana que floreció bajo el gobierno de los Hohenstaufen del siglo XII y XIII, y continuó con la tradición artesanal del siglo XIV al XVI de los Meistersinger ('cantores maestros'). Los autores individuales mencionados por Huber incluyen a Sebastian Brant, el autor de la sátira Nave de los locos, y al reformador protestante Martín Lutero. La tercera época comenzó con el poeta silesio del siglo XVII Martin Opitz, mientras que la cuarta y más reciente comenzó con el polímata suizo Albrecht von Haller e incluyó a otros poetas de la Ilustración como Christoph Martin Wieland y Gotthold Ephraim Lessing. La visión general de Huber de la historia literaria alemana, la primera disponible en francés, se tradujo al alemán en 1768. Se considera un hito temprano de la erudición teórica en la historia literaria alemana.
En una fecha desconocida, pero antes de 1759, Huber se casó con la parisina Anna-Louise l'Epine. Tuvieron seis o siete hijos, pero todos excepto el más joven murieron en la infancia. El único hijo superviviente fue Ludwig Ferdinand Huber, que nació en 1764 y fue bautizado "Louis Ferdinand" en la iglesia católica fr en París.

## Profesor, traductor y experto en arte en Leipzig
En 1766, por recomendación de sus amigos Christian Felix Weiße y Christian Ludwig von Hagedorn, Huber se convirtió en el sucesor de Éléazar Mauvillon como profesor de lengua francesa en la Universidad de Leipzig. Como era católico, no recibió una cátedra oficial de la universidad protestante, pero era bien visto por la corte católica del Electorado de Sajonia y apoyado por la electora viuda, la duquesa Maria Antonia de Baviera, y el regente, el príncipe Francisco Javier de Sajonia. Se le otorgó el derecho a ser llamado "profesor" y recibió un salario de 300 Reichsthaler de los fondos privados del Elector, el menor de edad Federico Augusto I de Sajonia.
Cuando Huber y su familia llegaron a Leipzig, su esposa no hablaba alemán. Para poder pagar el alquiler de 225 Reichsthaler por un apartamento considerable en la casa de Haugk en Petersstraße en el centro de Leipzig, la esposa de Huber tuvo que ofrecer servicios de cáterin a los estudiantes por dinero. Huber continuó traduciendo pero también se convirtió en un conocido experto en arte y coleccionista de grabados en cobre. A partir de 1775, Huber vivió en la casa de Leipzig que el Elector utilizaba como residencia mientras visitaba la ciudad, y a su esposa se le prometió una futura pensión. Tenía muchos amigos cultivados y estaba bien conectado en la sociedad. Sus contactos incluían al pedagogo Christian Felix Weiße, al artista Adam Friedrich Oeser, al poeta Christian Fürchtegott Gellert y al coleccionista de arte Christian Ludwig von Hagedorn.
En sus últimos años, Huber orientó sus intereses hacia la historia del arte. Tradujo la 'Historia del Arte en la Antigüedad' de 1764 de Johann Joachim Winckelmann del alemán al francés, amplió la obra e incluyó una biografía del autor. Su traducción apareció en tres volúmenes en 1781 y jugó un papel importante en la recepción de Winckelmann en Francia. Huber tenía una colección de grabados en cobre y la utilizaba para enseñar, dando conferencias privadas para introducir a los estudiantes en las artes. Uno de sus estudiantes fue el joven Goethe. Huber editó varios catálogos de grabados y escribió una obra relacionada de nueve volúmenes que fue traducida de su manuscrito francés y publicada de 1796 a 1804. Se incluyó una teoría general del arte en la obra, en la que Huber extendió parte de la terminología de Winckelmann y reflexionó sobre los principios para la colección de grabados."

## Últimos años y legado
La esposa de Huber murió en 1800. Después de su muerte, decidió visitar a su hijo Ludwig Ferdinand, quien vivía en Stuttgart con su propia esposa, Therese Huber, y sus hijos e hijastros. Huber y su ama de llaves Christiane llegaron allí el 20 de mayo de 1801. Enfermó y solo pudo regresar el 4 de agosto; su nuera lo acompañó a él y a Christiane en el viaje de regreso a Leipzig. En Leipzig, se recuperó y volvió a trabajar, pero estuvo frágil en sus últimos años hasta su muerte el 15 de abril de 1804.
Huber fue un importante mediador cultural que introdujo la literatura alemana en Francia. Ha sido descrito como un precursor de la teoría literaria alemana. Goethe lo mencionó en su autobiografía, afirmando "Huber, un coleccionista de grabados, y un conocedor bien experimentado, tuvo además el mérito agradecido de haber decidido dar a conocer el valor de la literatura alemana a los franceses.